# Auto da Pimenta
Auto da Pimenta è il sesto album in studio del musicista portoghese Rui Veloso, pubblicato nel 1991.

## Tracce
1. Sete Partidas (Cartiga de Amigo)
2. S. Miguel
3. Cabo Sim Cabo Não
4. Lançado
5. Canção de Marinhar
6. Cruzeiro do Sul
7. Faena da Mar
8. Calmaria
9. Praia das Lágrimas
10. Mulher d'Armas
11. Trovas Vicentinas
12. País do Gelo
13. Nativa
14. O Ourives Mestre João
15. Á Sombra da Tamareira
16. Logo que passe a Monção
17. Memorial
18. Brizas do Restelo